# Csabdi
Csabdi község Fejér vármegyében, a Bicskei járásban.

## Fekvése
A Keleti-Gerecsében található, Bicskétől 4 kilométerre északnyugatra, a budapesti Margit-szigettel nagyjából megegyező földrajzi szélességen. Hozzá tartozik közigazgatásilag a különálló Vasztély településrész, valamint a teljesen exklávé jellegű (Bicske területébe teljesen enklávé jelleggel beékelődő) Tükröspuszta, illetve északi határszélén helyezkedik el Fejér vármegye legészakibb pontja is.
A szomszédos települések: észak felől Gyermely, kelet felől Mány, dél felől Bicske, északnyugat felől pedig Tarján. Viszonylag közel fekszik hozzá még délnyugati irányban Óbarok is.

### Közlekedés
Legegyszerűbb közúti megközelítési útvonala (Budapest, illetve az ország legtöbb része felől): az 1-es főúton Bicskéig, majd a város délkeleti részén fekvő körforgalmú csomóponttól tovább északnyugati irányban a 11 117-es úton. A település alsóbbrendű – részben burkolatlan – utakon Nagyegyháza és Gyermely felől is elérhető. Vasútállomása nincs, legközelebb az 1-es vasútvonal bicskei állomása található.

## Története
A település közvetlen környékén az őskorban a vértesszőlősi, közel félmillió éves ú.n. előember jelzi a legkorábbi emberi élet. A vadászatból és gyűjtögetésből élő vértesszőlősi előemberek közel 20 km-re éltek innen. Szinte biztos, hogy élelemszerző vándorlásuk során ezen a területen is megfordultak.
Később Kr. e. 3000 körül Bicske-Galagonyáson élt az új újkőkori ember. Itt három ízben végeztek ásatásokat. Az eredmény 17 sír, több lakógödör és tűzhely, számtalan edény, kovaszilánk, csontgyöngyök, edénytöredékek, megmunkált csont és agancsdarabok, kőeszközök stb.
A csiszoltkő-korszakban a falu területén is éltek, vagy legalábbis megfordultak emberek. Erről tanúskodik a csabdi határában lelt csiszolt kőbalta-darab. (A Csabdi általános iskola gyűjteményében).
Eddig sem a bronzkorból, sem pedig a vaskorból nem ismerünk biztos adatot arra vonatkozóan, hogy a község területén éltek volna emberek. Pedig ez valószínű. Adatunk csupán kétezer évre nyúlik vissza. Ekkor a kelta eraviscus törzs a mai Esztergom-Buda-Székesfehérvár közötti területet szállta meg. A falu e területen fekszik, s így, mint az a következőkből kitűnik – Csabdi területén is éltek. Régészeti adatok szerint a Bicske melletti Hatvan pusztán és térségében mutathatók ki kelták.

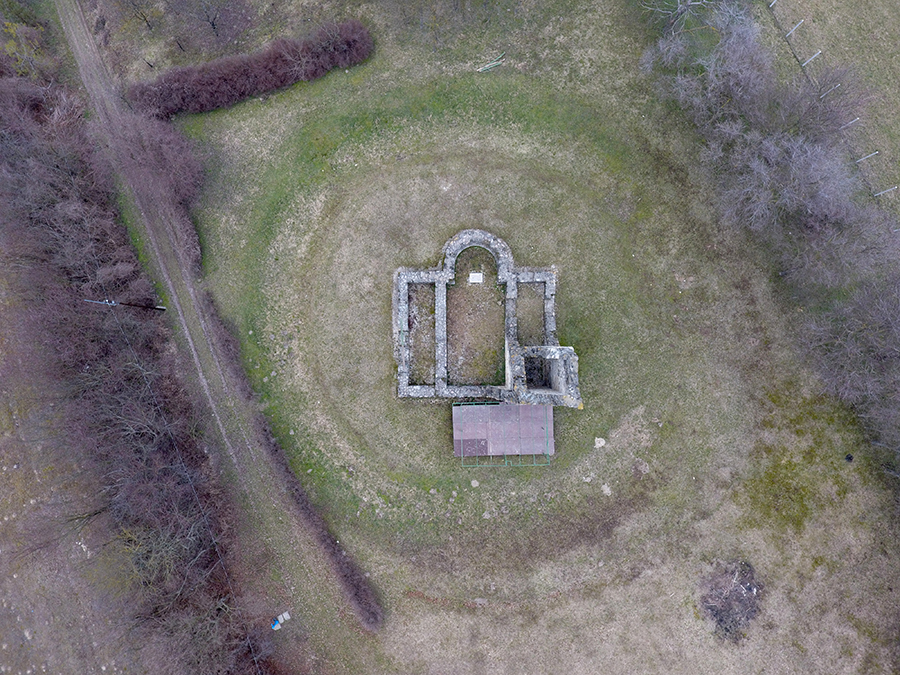
Csabdi – templom légi fotó

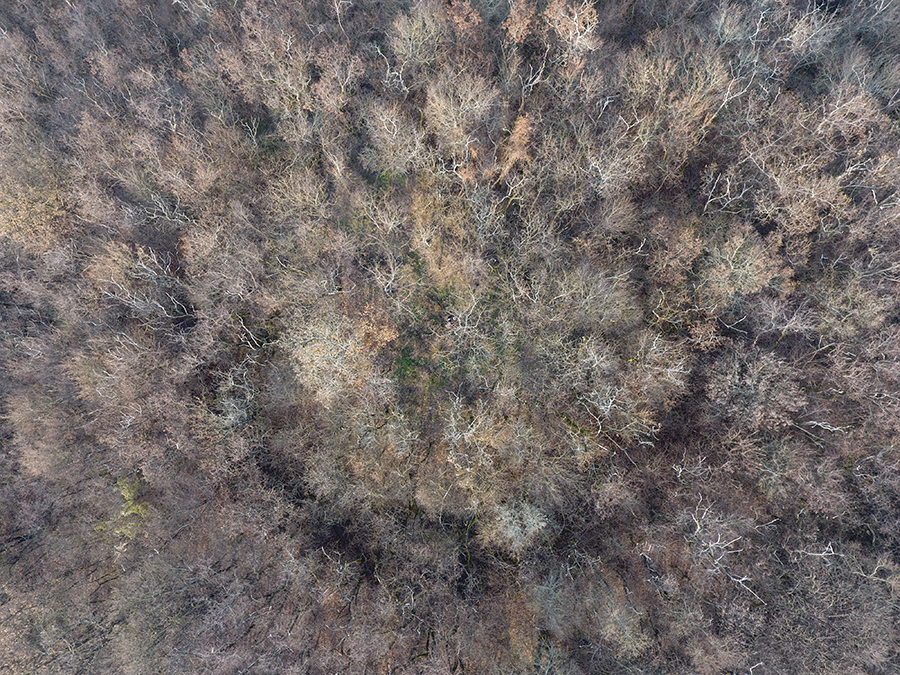
Csabdi – Vasztil vára légi felvétel

Az Aquincum-Arrabona-Vindobona-i út (Óbuda-Győr-Bécs) a mai Bicskén, esetleg mellette haladt el. Csabdi ennek az útnak a közelében fekszik. Az alább említett régészeti adatok szerint valószínűnek látszik, hogy a római korban, és közvetlenül előtte kisebb település volt az út mellett. Belső Pannóniában általában a rómaiak ott mutathatók ki, ahol előzően is volt élet. Ennek oka, hogy a települések helyét elsősorban földrajzi tényezők szabták meg. A római kori életre már több bizonyítékkal rendelkezünk.
Az 1920-as években az ún. „csabdi malom” irányában az út emelkedését legyalulták, s eközben négyzet alakú, a dolgozók által nem ismert formájú téglákat találtak, amelyek római koriak is lehettek. A legfontosabb római kori lelet egy katonai elbocsátó okmány, ún. diploma – Csabdiról, amelyet 1944 augusztusában Mészáros János és Török László földjén találtak, s amelyet nemsokára a Magyar Nemzeti Múzeum szerzett meg. Sajnos, a vele együtt előkerült kerámiát a megtaláló nem vette figyelembe, később szét is törték, és így elkallódott.
A megtaláló elmondása szerint a két bronzlap vékony rézsodronnyal volt összekötve, és egy edénybe elhelyezve. Csontok nem kerültek elő, s a környéken inkább csak épületnyomokról beszéltek a gazdálkodók. Ez az eddig ismeretlen római telephely már ezzel az egy leletével is komoly hadtörténeti adatokat szolgáltat a Kr. u. 146. évre, és ezzel kapcsolatban kiegészítést ad Pannónia katonai vonatkozásaira.
A diplomának mind a két lapja megvan: az egyik teljesen, csupán a szélén találunk jelentéktelen sérüléseket, míg a másik lapnak két sarka hiányzik, ami azonban nem akadályozta meg a szöveg teljes kiegészítését, bár az egyik fele be van hasadva. Az új diploma bronzlapjai 10,8x14,0 cm nagyságúak és 0,8 mm vastagok. Az ép tábla súlya 84,15 gr, a másiké 79,40 gr.
Felirata a felső bronzlap külső oldalán a következő:
„Imp. Caes.divi Hadriani f.divi Tr(aini) Parthic. n.divi Nervae pron. T.Aeli(us) Hadrianus Antonius Aug. pius. po(nt) max.tr.pot. VIIII imp.II.cos. IIIIp.(p) equit.et.petit. qui milit.in alisv et coh. V(II) q(ua)e appel. I.Ulp.Cont. et I Thr. Victr.et I Ca (n)nanef.c.R. et I. Hisp. Arvac.et III Aug. Thr. Sag. et I Aelia Sag.et I Ulp. Contar. I. Thr. c. R. et II Alpinor et V. Gallaec. Lucens. et IV Vol c. R. et XVIII Vol.c.R. et sunt in Pannon. Super.sub. Pontio Laeliano quinis et vicen.plurib(us) ve stip emerit. dimiss honest.mission. quor. nomin sub scr. sunt civit Roman.qui eorum non haber.dedit et conub. cum uxor quas tunc habuis cum est civit.is data aut cum is quas postea duxis. dumtaxat sing(u)lis a.d. XIV. k. aug. Cn. Terentio Iuniore et (Au)relio Gal (lo.cos.) alae Hispan. Aravacor. cui pra(est) L.Aburnius Severus Heracl. ex gregale Viatori Romani f. Asal(o) descript.et recognit. ex tabu (la area) quae fixa est Romae i(n muro ost) tempéldául divi Aug. ad Mi(nervam)”
Ugyanez a szöveg rövidítve is megvan ennek a táblának a másik oldalán, folytatása pedig a hátsó tábla belső oldalán.
A hátsó tábla külső oldalán pedig a hét tanú neve olvasható: P. Atti Severi, L. Pulli Daphni, M.Servili Getae, L.Pulli Chremisi, M.Sentili Iasi, Ti.Iuli Felicis, C.Iuli Silvani.
A fenti diploma szövegének magyar nyelvű fordítását a szerző kérésére L. Kovrig Ilona dr., a Magyar Nemzeti Múzeum régészeti osztályvezetője végezte.
A csabdi római katonai diploma magyar fordítása:
„T(itus) Aelius Hadrianus Antonius, a fenséges, kegyes uralkodó császár, az isteni Hadriánus fia, az isteni Traianus unokája, az isteni Nerva dédunokája, a legfőbb pap, kilencszer néptribun, másodszor legfőbb hadvezér, negyedszer consul, a haza atyja azoknak a lovas és gyalogos katonáknak, akik az alábbi öt lovaszászlóaljban és a hét gyalogzászlóaljban katonáskodtak, amelyeknek a nevei a következők:
I. Ulpius ezredes lándzsás lovas zászlóalj, a trákok 1. győztes lovas zászlóalja, a cannanefatok 1. római polgárokból toborzott lovas zászlóalja, a hispániai arvacusok 1. lovas zászlóalja, a trákok 3. „fenséges” ijjász lovas zászlóalja, Aelia 1. ezredes gyalogos zászlóalja, a pannonok 1. Ulpius gyalogos zászlóalja, a trákok római polgárokból toborzott 1. gyalogos zászlóalja, az alpesiek 1. gyalogos zászlóalja, a lucai gallaeciaiak 5. gyalogos zászlóalja, a római polgárokból álló 4. önkéntes gyalogos zászlóalj, és a római polgárokból álló 18. önkéntes gyalogos zászlóalj. Felső Pannoniában Pontius Laelianus parancsnoksága alatt állomásoztak, s akik 25 vagy több évet leszolgálva becsületben el lettek bocsátva, az alulírott nevek közül akiknek még nincs, római polgárjogot adományozott, valamint házassági jogot feleségükkel, akit a polgárjog adományozásakor bírnak, valamint azok is, akikkel később kötnek házasságot: Cananeus Terentius Juniore és Lucius Aurelius Gallus consulsága alatt, augusztus elseje előtt 14 nappal (=Kr. u. 146. július 17.) a Lucius Aburnius Severus parancsnoksága alatt álló ala I. Hispanorum közkatonájának, az azalus származású VITAOR-nak Romanus fiának. Leírva és egyeztetve arról az érctábláról, amely Rómában az Augusztusz Minerva templom mögötti falon volt kifüggesztve.”
Az elbocsátólevél kelte: 146. július 17. Az elbocsátólevél tulajdonosa az azalus származású Viator Romanus fia.
E fontos római kortörténeti emléken kívül római kori pénzek is előkerültek Csabdi határából, amelyet a gyerekek szedtek össze.
Ezek az alábbiak:
1 db CLAUDIUS (Kr. u. 41-45), 1 db VESPASIANUS (69-79), 1 db NERVA (96-98), 1 db TRAIANUS (98-117), 1 db SEVERUS ALEXANDER (222-235), 1 db MAXIMINUS (235-238), 1 db II. CLAUDIUS (268-270), 1 db AURELIANUS (270-275), 2 db CONSTANTIUS (293-306), 6 db CONSTANTINUS (306-307), 5 db II. CONSTANTIUS (323-361), 1 db URBS ROMA (330-336), 3 db CONSTANS (333-350), 1 db I.VALENTINIANUS (364-375), 1 DB valens (?) (364-378), 1 DB GRATIANUS (375-385) (István Király Múzeum, Székesfehérvár).
A 25 római érem is fontos dokumentuma, hogy Csabdi területe lakott volt a római korban. Amit a Kéri-kútról ismert római épületnyom is bizonyít.
Csánki Dezső kutatásai szerint a község régi középkori neve: Chopol (Csapol) volt. E nevet Károly János próbálta magyarázni, szerinte valószínűleg a lecsapolt bicskei nagy tótól kapta.
Az első okleveles adat 1274. január 11-én kelt, amikor a székesfehérvári káptalan bizonyítja, hogy előtte CHOPOL-i Johahynus feleségének Bothond comes nővérének hitbére és nászajándéka fejében CHOPOL-ban bírt földjéből 25 márkát érő részt adományozott, s ezt a földet felesége testvéri szeretetből testvéreinek, a nevezett BOTHOND comes fiainak, Péter és János comeseknek, meg Gergely mesternek ajándékozta örök jogon, s ugyanakkor Johahynus a földjéből a 25 márka értéken felüli részt örök áron 60 márkáért eladta Bothond fent nevezett fiainak.
1291. augusztus 2-án kelt oklevél szerint a fehérvári káptalan előtt bizonyítják, hogy CHOPOL és HOLMOD földekben a CHOPOL-i Marcellus fia János öröklött részeit 60 márka örökáron eladta Bothond comes fiainak, Péter bánnak és János comeseknek.
Egy 1344-ből származó oklevél bizonyítja Csabdinak Bicskével való összefüggését, ami különben abból is kitűnik, hogy mind Csabdit, mind Bicskét ugyanazon Botond-család leszármazottai bírták.
1344. augusztus 12-én a család tagjai Visegrádon, Miklós nádor előtt a családi birtokra vonatkozólag egyességet kötöttek. A budai káptalan a nádor parancsára az egyességet létre is hozta, s a beiktatást el is végezte. Az osztozás tárgyát képező ősi birtokok között van Csapoly, a mai Csabdi is.
1392. szeptember 9-én kelt oklevél szerint a fehérvári káptalan bizonyítja, hogy előtte Farkasfalvai Frank fia Mihály fia: Tamás a maga és felesége Dorottya asszony nevében, aki Bychei (Bikcse=Bicske) Mihály fia Miklós özvegye volt, nyugtatja Bykche-i Mihály fia: Istvánt, miután az feleségének első férje Miklós után, aki István testvére volt, annak Bykche, Zentlazló (Szentlászló), Chapul (Csabdi) és Sarul birtokokban volt birtokrészei után kijáró hitbért és nászajándékot illetően teljesen eleget tett.
1419. április 2-án kelt oklevél szerint Zsigmond király Bykchei István fia: László udvari familiáris sok érdemeiért, valamint az ő János, Pál, Jakab és Péter nevű testvérei pestmegyei birtokaiért a Bykche-i vámért és Zentlazló meg Csapul helységekért neki adományozza örök áron a Nyitra vármegyei Zerdahely várát, meg Zerdahel, Chalad (Csalad) Kalmanfalu, másként Byllie és Nemeche birtokokat.
1426-ban Zsigmond király idejében Csabdi Tata városnak tartozéka gyanánt szerepel, majd később mint Vitányvár kiegészítendő része említtetik. Ez utóbbi állítás valódiságát bizonyítja II. Ulászló király 1508. február 25-én Budán kelt levele, amelyben utasítja a budai káptalant, hogy Kanizsai Györgyöt Csókakő és Vitány-várakba és tartozékaikba iktassa be. A beiktatási jelentésben mint Vitány-vár tartozékai felsoroltatnak: Bicske, Szentlászló és Csabdi.
1432. január 24-én kelt oklevél szerint a pozsonyi káptalan bizonyítja, hogy előtte Bykcsei István fia Bykcsei, másként Zerdahelyi Péter a maga, János és Pál édestestvérei, István, Péter és Orbán fiai, valamint más társai nevében eltiltotta Zsigmond királyt Bykcse, Zentlazló és Chapol helységek elidegenítésétől. Rozgonyi István temesi comest és másokat pedig annak megvételétől, zálogba vételétől, elfoglalásától.
1443. június 10-én kelt oklevél szerint I. Ulászló király kiváltság-levele, amelyben Bykcse, Zenthlazlo, Chapol és Sarol helységekre pallosjogot adományoz. A megnevezett birtokok urai sohasem éltek ezzel a jogukkal, hanem a büntetést átváltoztatták más formára.
1440. december 23-án írt oklevél szerint Ulászló király értesíti a fehérvári káptalant, hogy Rozgonyi István, azelőtt temesi comes fiának: Jánosnak érdemei elismeréséül neki adta a Komárom vármegyei Vitányvárat, annak összes tartozékait köztük Chapolt is.
1459. szeptember 18-án kelt oklevél szerint Mátyás király a budai káptalant értesíti, hogy Rozgonyi János tárnokmesternek hűséges szolgálatai elismeréséül, Rozgonyi Raynoldus temesvári comesnek és Rozgonyi Osvald királyi lovászmesternek adományozta Csókakő várát, valamint Bykche birtokot, valamint a hozzátartozó két prediumot: Sewchthelek és Zaár birtokot, valamint Chapol és Zanthlazló birtokot.
A középkori életre fényt vet az alábbi okleveles adat:
Panaszt tett II. Ulászló előtt a fejérvári keresztesek parancsnoka, László, mind a saját, mind pedig rendje nevében aziránt, hogy az elmúlt 1491-ben nemzetes Dorottya úrnő, Rozgonyi János özvegye és fia felbujtására tisztjeik: nemes Csuthy Pál, Dorogi Tádé, egy sereg emberrel, több falu népével, legnagyobbrészt jobbágyaikkal felfegyverzetten és erőszakkal a keresztesek felsőcsuti birtokára törtek és onnét 5 db. ökröt, tehenet és 2 borjút elhajtottak, s azokat Vitány várában elzárták és visszaadni nem akarják. Részt vettek pedig ebben a hatalmaskodásban a következők: Bychkéről 36 ember, Zentlazlóról: Dobozí Imre és János, Kys Ágoston és Luzya Mátyás. Chapolról: Olasz János és Lőrinc, Sánta Péter, Olah Dömjén és Somogyi Imre.
Különösen Csabdi lakóinak neveire ez a legkorábbi okleveles adatunk.
1662-ben I. Leopold okleveléből az tűnik ki, hogy Csabdi elszakadt Bicskétől és mások birtokába került. Ez az oklevél ugyanis úgy szól, hogy a Fejér vármegyében lévő: Eörs, Mánya, Csabdi, Csonka-Tebe, Ecz, Bolczatelke és Saágh pusztákat, valamint más, a Pest és Tolna vármegyében létező helyeket, mint amelyek állítólag gazdátlanok volnának (pedig ez időben Bicskét a Batthyány család bírta) királyi adományul Szeghi János Komárom vármegyei alispán és Drahosoczy András nyerik el. A beiktatásnál azonban, amelyet a győri káptalan végzett, Zichy-Újfalusi Zichy István nevében annak tiszttartója Capodi István Csabdit és Pátyot illetően ellene mondott a beiktatásnak.
1669. évben I. Lipót egy birtokösszeírás alkalmával Csabdit, mint Tata-vár tartozékát említi.
1680-as évek végén, s a 90-es évek elején, a törökök kivonulásakor Csabdi és Vasztély is, mint a környék többi községe is – elpusztult.

### Vasztély
Eredetileg Básztély volt a neve, és tulajdonosa a Básztéj (?) család volt. A lakosság egy része még ma is Básztéjnak nevezi. Az Árpád-kor-i oklevelek BOZTYH-nak, BOZTECH-nek, BOCHTUCH-nak írták.
1240-ből ismerjük először a BOZTYH falubeli Renold-ot tehát a történetileg kimutatható családi őst.
Származása ismeretlen, ismeretlen a község nevének eredete is.
A mai Vasztély-t (BOCTUCH-t) 1271. augusztus 20-án 2 királyi asztalnokmester, a lovászok comese, szolgagyőri ispán II. István-tól kapta jutalmul. Ha feltételezésünk igaz, akkor a Boztyh-Boztech-Boctuch név feltétlen összefüggésben van Renold származásával, tevékenységével.
Renoldot francia származásúnak gondoljuk és lakótornyáról (franciául Bastille) nevezhették el a települést, mivel természetesnek tartjuk, hogy hajlékot építtetett magának, s mivel jobbágyai még a RENOLD nevet sem igen tudták, de annál inkább megjegyezhették a Bastille-Básztij-Básztéj nevet, az épülő toronyerőd francia nevét! Innen nyerhette később a falu is nevét, majd a faluról maga a család a családi nevét. Ha feltételezésünk igaz, akkor ennek a 13. század 40-es évei előtt kellett bekövetkezni, hiszen
1240-ben már Boztyh a falu neve.
1450 tájáig a vagyoni vonatkozású oklevelekben mindig csak I. vagy II. Renold-ot írnak az okmányok.
Ettől az időtől kezdve a leányági Rozgonyi család a birtokos.
Feltételezések szerint Básztij, a mai ún. toronyház a 220 méter magas várdomb oldalában épült.
Ma füves, bokros a környéke a még megmaradt alapfalat a föld teljesen befedte. Méretei: hossza 11 méter, szélessége 7 méter. Az alap vastagsága 75 cm. A Toronyháznak hány szintje volt nem állapítható meg, de az igen, hogy a környék vízhordta köveiből (mészkő, homokkő, tégladarabok stb.) épült.*
Az 1300. évtől kezdve Báztéj Renold II. és gyermekei, aztán egy Báztéj-leány: Vech (Vécs) Zuárd javára.
1325. évben Károly Róbert király alatt Rénold Gyula leánya Anna margitszigeti apáca, rokonát Vech Vécs Miklóst anyja jegybéréért és a maga leány-negyedééert perli.
1326. évben Vech Vécs Miklós fiai Báztéj Rénold I. volt nádor fiaival és oldalági leszármazottjaival perlekedvén, arra a megállapodásra jutnak, hogy két márkát fizetnek II. Rénold Gyula fia leányának, akinek halála után ezt az összeget a néhai I. Rénold leánya, Anna margitszigeti apáca örökli.
1326-ban Rozgonyi László fia, Péter 50 márkát nem fizetett meg Báztéj Rénold I. özvegyének és két leányának.
1331-ben Báztéji Salamon ispánt ismerünk.
1335-ben Károly Róbert király utasítja az ország összes bíróságát, hogy Báztéj László fiát, Pétert az emberölés és birtokfoglalás, valamint Amadé és fiai ellen és Kopasz nádor idejében elkövetett kártételekért kereset alá ne vonják.
1335–1339 közötti években a Báztéj leszármazottak egyenes és oldalágai között hosszadalmas birtokperek és nehézkes egyezkedések folytak.
1344. augusztus 12-én azon osztálynál, amelyet a Bicskei család tagjai: Bicske és Szentlászló birtokokra nézve megejtettek, Báztéj Jánosnak Salamon nevű fia mint királyi ember (szolgabíró) szerepelt.
1369-ben Báztéji Mihályról hallunk egy bicskei birtokper során.
A Vasztéllyal kapcsolatosan említett nevek hosszabb időn át más vidékeken lévő birtokügyekkel kapcsolatosan is említtetnek.
15. században oly híres Rozgonyi család egyik ága, János és Rénold nagy szerepet játszott Bicske és Csabdi életében.
1453. február 2-án kelt oklevél szerint László király bizonyítja, hogy figyelembe véve Rozgonyi János erdélyi vajdának és Rozgonyi Rynoldusnak meg Oszvaldnak, a székelyek comeseinek, de éppen úgy boldogult testvérüknek, Rozgonyi Lőrincnek hűséges és érdemszerző cselekedeteit, akik, mint ifjak, nagy buzgósággal és vitézséggel szolgálták Zsigmond és Albert királyokat, mind a csehországi hadjáratokban, mind másutt, de a katonain kívül másfajta szolgálatban is nem kímélve sem személyt, sem vagyont, ha az ország érdekéről volt szó: a négy testvér-atléta vitézségével nagyban emelte a királyi udvar fényét.
Majd Erzsébet királyné idejében, amikor kívülről a törökök szorongatták az országot, belülről pedig pártvillongások, sőt párharcok ütötték fel a fejüket, amikor olyan sokan pártoltak el a királynétól, Rozgonyi János személyét és atyai örökségét is veszélynek téve ki, tántoríthatatlanul kitartott a királyné mellett.
Reynoldus pedig szintén a királyné szolgálatában szenvedett fogságot és súlyos sebeket.
Amikor pedig a királyi családhoz hű Szepességiek és Kassa vidékiek az elszaporodott gonosztevők miatt oly sokat szenvedtek, akik azokon a területeken valóságos erődítményeket emeltek, úgy, hogy hadat kellett ellenük vezetni; mások mellett Rozgonyi Lőrinc is csak megfékezésre indult embereivel Hunyadi János kormányzó seregében, akinek akkor kapitánya volt és a latroknak Zeech városában lévő egyik főfészkét több hónapon át megszállás alatt tartotta, ahol az ellenséggel több ütközetet győztesen vívott meg, amíg egy golyó ki nem oltotta életét, de az erődítmény végül is kénytelen volt magát megadni és így ő halálával sok ártatlan ember életét mentette meg.
Rozgonyi Lőrinc halála után a három testvér hol együttesen, hol külön-külön részt vett Hunyadi Jánosnak majd minden hadjáratában, akár a török ellen vonult, akár a belső lázadások lecsillapítására, és így hozzájárultak az ország megvédéséhez, amikor az ország területe még meg is növekedett a határmenti vazallusok visszatérésével és hozzájárultak az ország belső megbékéléséhez is. Mindezeknek a jutalmazásaképpen nekik adja a Fejér vármegyei Vitány várát, Bánhida és Zaár birtokokat Fejér vármegyében a vámmal, Chapol és Zentlazló birtokokat, Gerda és Kwrth peridiumokat, mind a Withan vár tartozékai.
Egy 1524. szeptember 12-én kelt oklevél szerint II. Lajos király Bátori András és felesége, Rozgonyi Katalin kérésére a királyi jogot adományozta neki az elhunyt Rozgonyi István összes birtokaiba, köztük Bicske, Szentlászló, Csabdi birtokokba, és beiktatására a budai káptalant küldte ki.

### A török uralom és újjáépülés a török után
A 150 éves török uralom idejéből semmi írásos forrás nem emlékezik meg Csabdiról.
Elpusztulása arra az időre esik, és nyilvánvalóan összefüggésben van azzal, hogy pontosan a török-magyar végvár-rendszer sávjában feküdt.
Zsámbék, Vál, Vitány, Tata török és magyar katonái erősségeikből, váraikból állandóan a környékünkön portyáztak. Sőt, Buda, Esztergom, Komárom és Székesfehérvár várait ostromló, felmentő seregek is többnyire a Bicskénél húzódó főútvonalon haladtak, így válik érthetővé községünk elnéptelenedése is.
1686-1688-as felszabadító harcok után csak 1724-ből ismerünk adatot az új élet megindulására. A községünk története szempontjából rendkívül fontos román kori emlékünk sajnos ma már szinte teljesen elpusztult; maradványa a híres csabdi templomrom.

### A második világháborúban
1944. december 24-én érkeztek meg a faluba a szovjet csapatok, innentől Csabdi frontfalu lett, a lakosság kénytelen volt elhagyni, és Felcsút, Gyúró, Bia, Tata, Baj és Tarján községekbe irányították őket. Az evakuáltak csak a legszükségesebb holmijukat tudták magukkal vinni. A három hónapig tartó harcok során a község hatszor cserélt gazdát, majd végül 1945. március 22-én hallgattak el a fegyverek. A falu 204 lakóháza közül 100 teljesen tönkrement, az iskola és a református templom leégett. A harcok alatt a községben 37 polgári lakos vesztette életét, a frontkatonák közül 32-en haltak meg. A hajléktalanná lett családok ismerősöknél, rokonoknál húzták meg magukat, amíg valamilyen fedelet kerítettek a fejük fölé. Sok család hónapokig lakott pincékben, amíg követ fejtett, vályogot vetett, fát termelt, hogy építkezni tudjon.
1945. március 22-e után lassan újra benépesült a falu, a tanítás az iskola helyreállítási munkálatai miatt csak szeptemberben indulhatott meg. Két tanteremben 6 osztály (67 gyermek) tanult váltott műszakban.
Egyidejűleg a falu kültelkein is létesültek iskolák.

## Közélete

### Polgármesterei
- 1990–1994: Lődy József (független)[6]
- 1994–1998: Lődy József (független)[7]
- 1998–2002: Lődy József (független)[8]
- 2002–2006: Huszárovics Antal (független)[9]
- 2006–2010: Huszárovics Antal (független)[10]
- 2010–2014: Dr. Tankó Károly (Fidesz-KDNP)[11]
- 2014–2019: Huszárovics Antal (független)[12]
- 2019–2024: Huszárovics Antal (független)[1]
- 2024– : Huszárovics Antal (független)[13]

## Népesség
A település népességének változása:
| Lakosok száma | 1178 | 1186 | 1183 | 1316 | 1262 | 1327 | 1333 |
|               | 2013 | 2014 | 2015 | 2021 | 2022 | 2023 | 2024 |

A 2011-es népszámlálás során a lakosok 86,7%-a magyarnak, 1% németnek, 0,2% románnak, 0,2% szlováknak mondta magát (13,3% nem nyilatkozott; a kettős identitások miatt a végösszeg nagyobb lehet 100%-nál). A vallási megoszlás a következő volt: római katolikus 33,1%, református 26,2%, evangélikus 2,3%, görögkatolikus 0,1%, felekezeten kívüli 12,6% (24,6% nem nyilatkozott).
2022-ben a lakosság 87,3%-a vallotta magát magyarnak, 1,4% németnek, 0,5% románnak, 0,4% szlováknak, 0,2% bolgárnak, 0,2% ukránnak, 0,1-0,1% szerbnek, lengyelnek és cigánynak, 2% egyéb, nem hazai nemzetiségűnek (12,4% nem nyilatkozott; a kettős identitások miatt a végösszeg nagyobb lehet 100%-nál). Vallásuk szerint 21,2% volt római katolikus, 18,9% református, 3,8% evangélikus, 0,5% görög katolikus, 0,2% ortodox, 1% egyéb keresztény, 1,1% egyéb katolikus, 14,8% felekezeten kívüli (38,6% nem válaszolt).

## Nevezetességei
- Templomrom[16]
- Vasztilvár[17]

### Tündérvölgy
A Tündérvölgy egy családi- gasztro- és sportfesztivál, melynek ötlete Veszelovszki Zsolttól származik.
A Tündérvölgy Csabdi és környékének elhelyezkedéséből, völgytelepülés létéből eredeztethető fantázianeve. A fesztivál kitűzött feladata a falu és környéke kulturális, gasztronómiai és turisztikai értékeinek bemutatása az érdeklődőknek. A szervezésbe az egész falut bevonják. Helyi termékek árusítása, helyi szolgáltatások bemutatása történik.

## Oktatás
Egy általános iskola van az egész faluban.

## Képgaléria

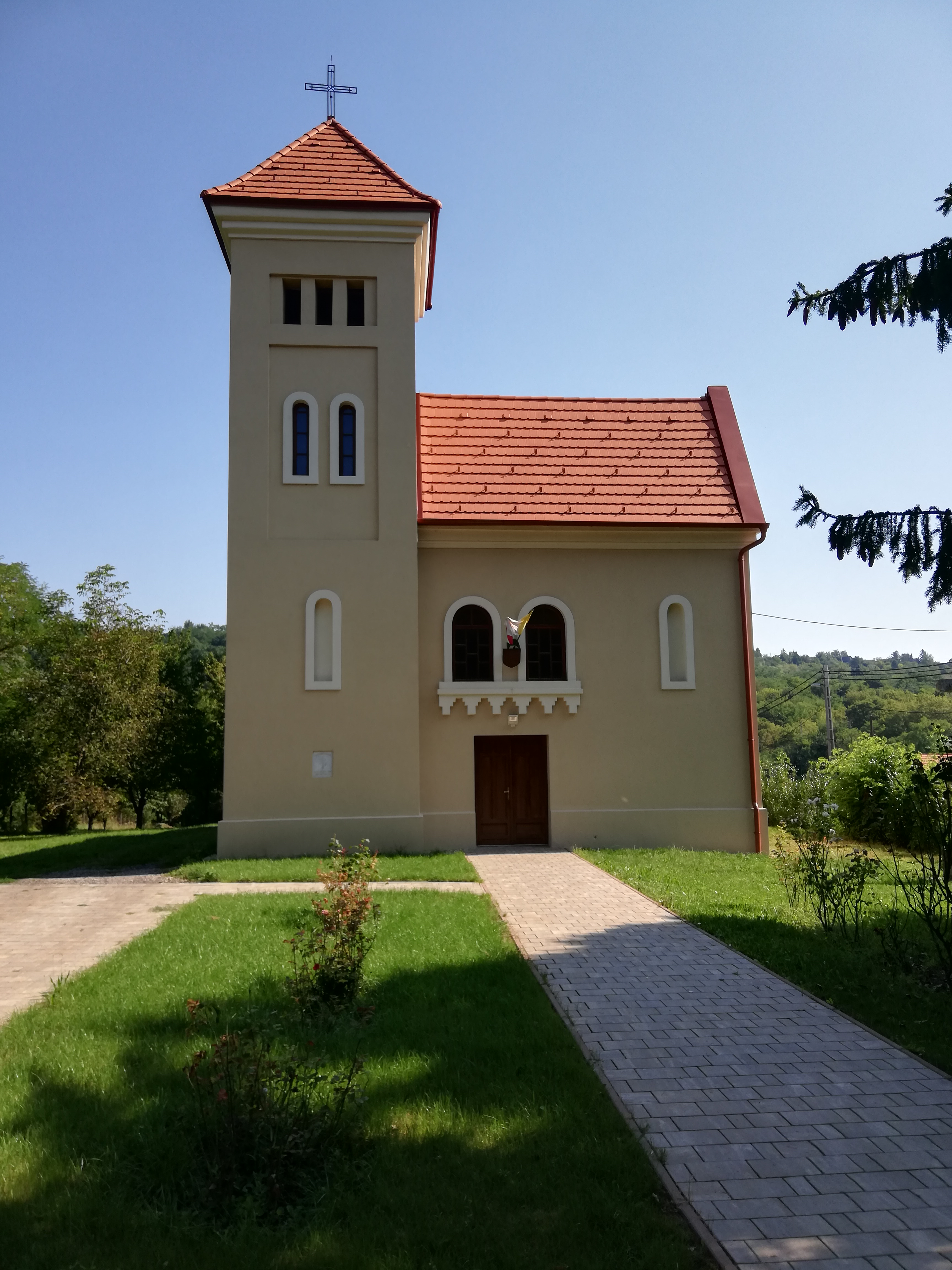
A Szent László-templom
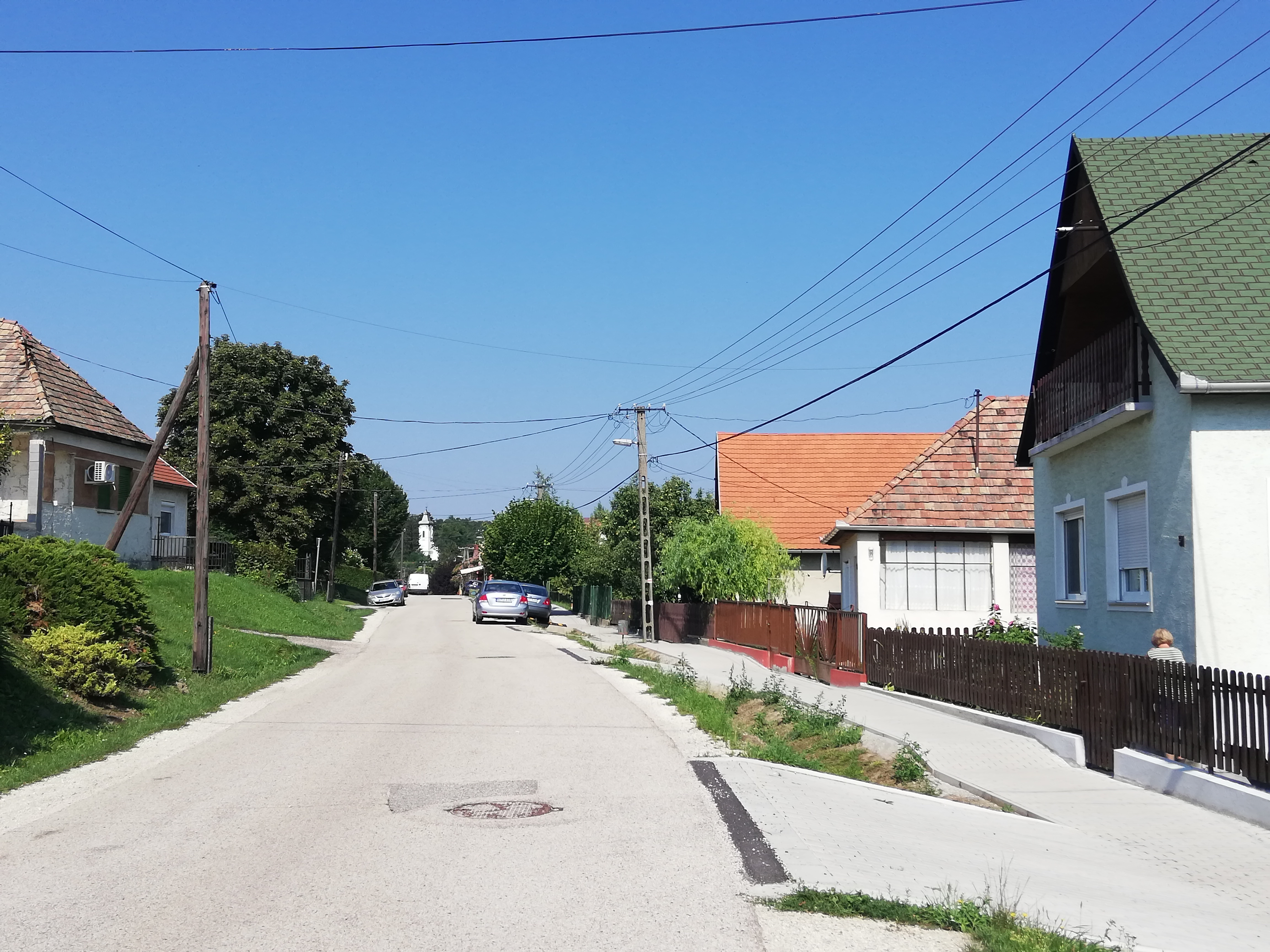
A Szabadság utca, háttérben a református templommal
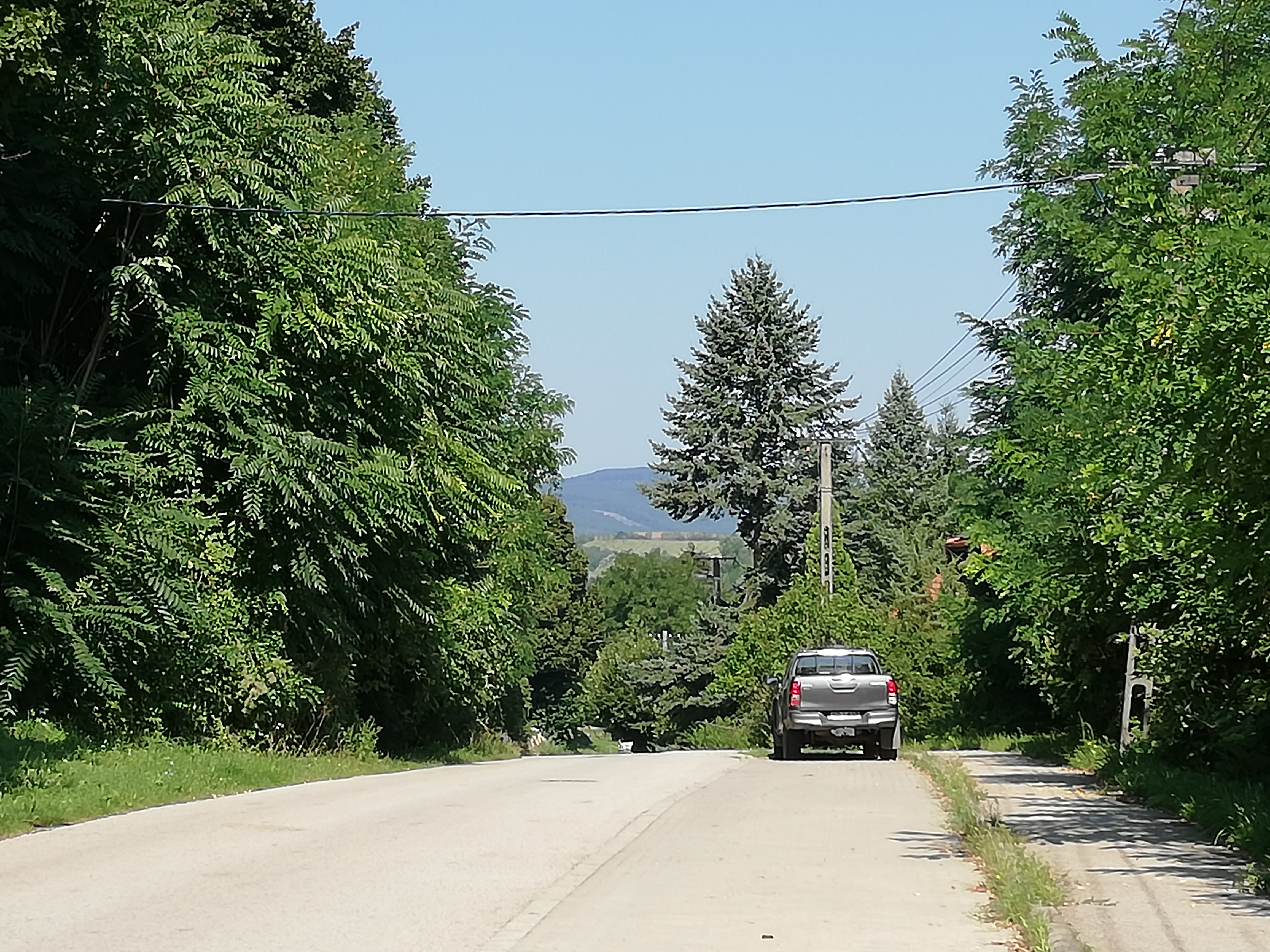
A Szabadság utca a temető után, Nagyegyháza felé nézve
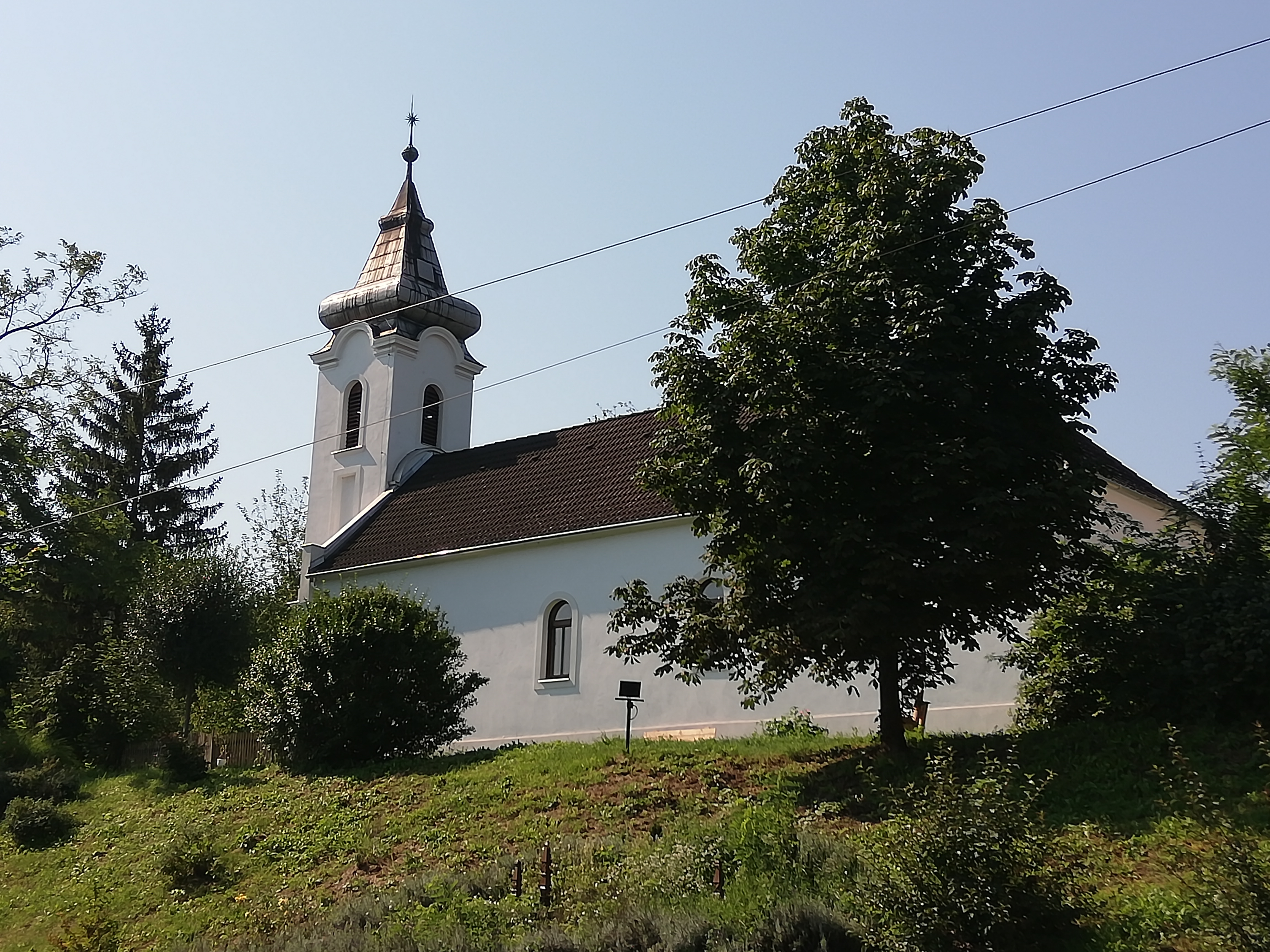
Csabdi református temploma
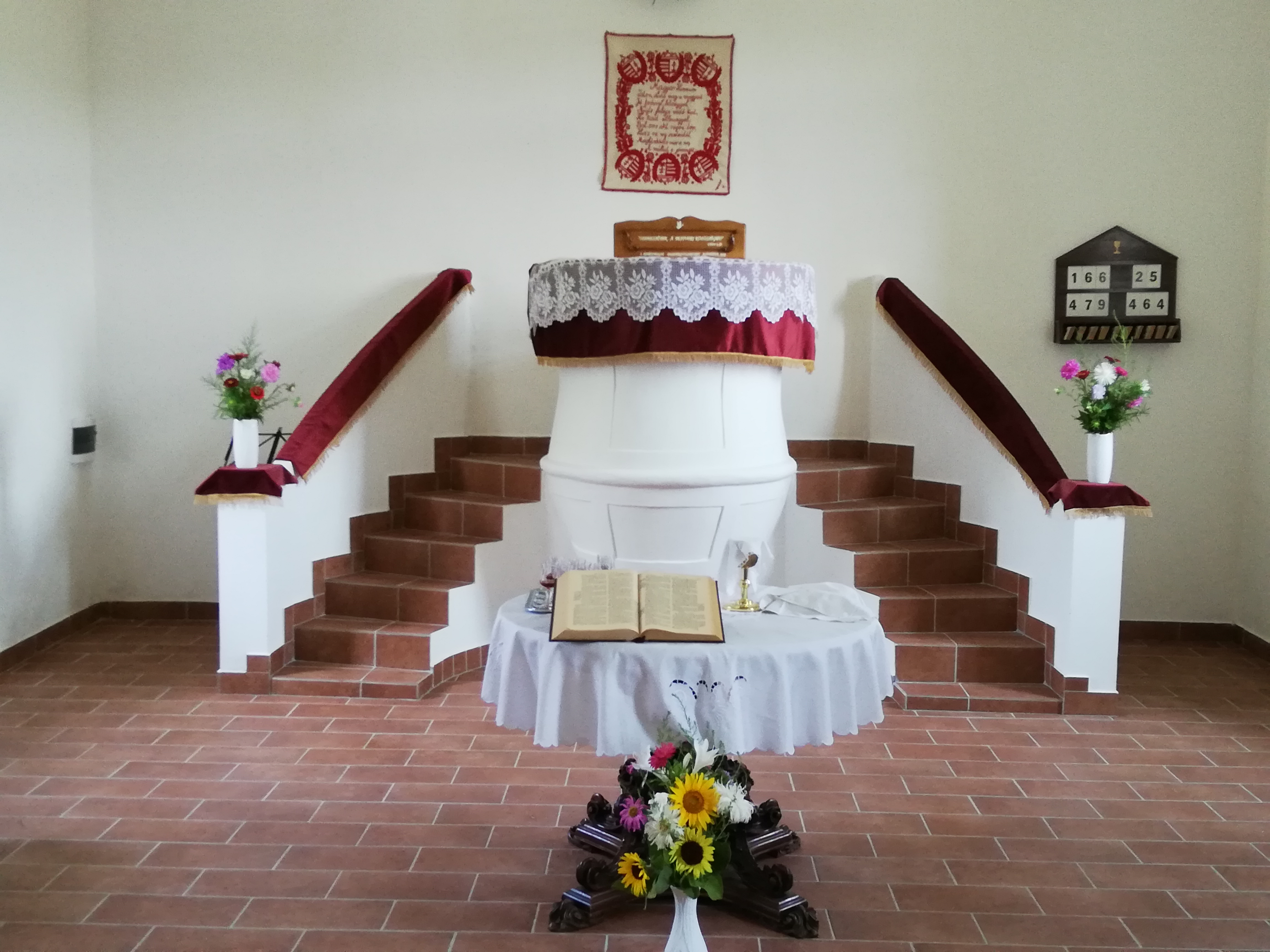
Református templombelső ünnepi istentisztelet után
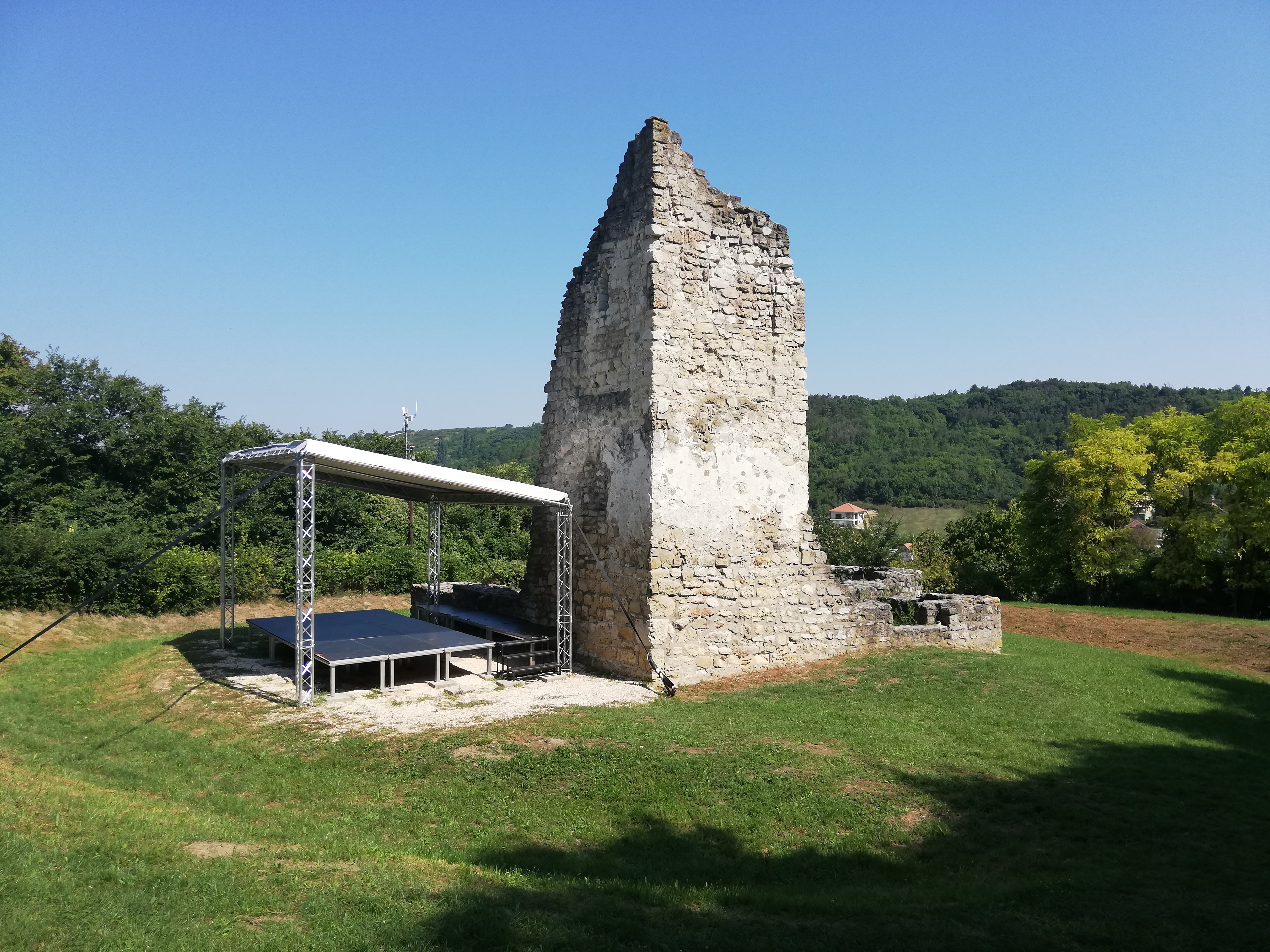
Templomrom színpaddal
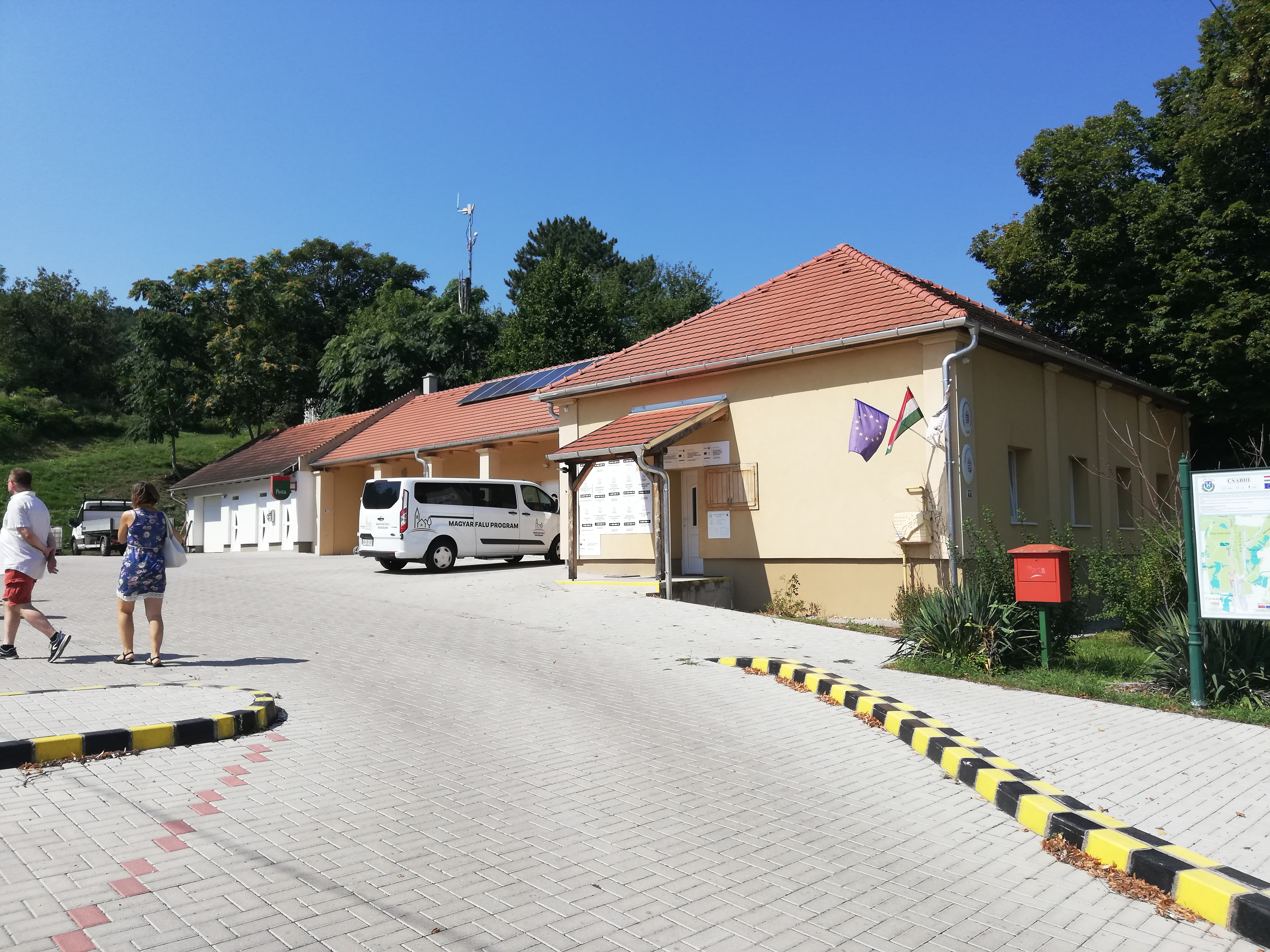
A községháza udvara